# Charlie Hardnett
Charles Hardnett, detto Charlie (Atlanta, 13 settembre 1938 – Louisville, 6 luglio 2019), è stato un cestista statunitense, professionista nella NBA.

## Carriera
Venne selezionato dai St. Louis Hawks al terzo giro del Draft NBA 1962 (19ª scelta assoluta).